# Berling antikva
Berling antikva är ett typsnitt i Antikva-familjen skapat av Karl-Erik Forsberg för Berlingska Stilgjuteriet i Lund, som ägdes av Håkan Ohlsson-koncernen.
Forsberg arbetade med typsnittet under större delen av 1940-talet och det var färdigt som blytyper 1951. 1965 utgavs det som gnuggbokstäver av Letraset. Berling finns utgivet i digital form från flera typsnittsleverantörer, bl.a. de två svenska utgåvorna Berling Original (Megafonts, 1992) och senast Berling Nova (Verbum, 2004). Berling Antiqua (OpenType) från Agfa Monotype medföljer gratisprogrammet Microsoft Reader.
Rättigheterna till Berling antikva ägs av Berling Media AB (tidigare Verbum AB).